# Арвідс Пельше
Арвідс Пельше (латис. Arvīds Pelše; 26 січня (7 лютого) 1899, хутір Мазіє, Латвія — 29 травня 1983, Москва) — державний діяч Латвійської РСР й СРСР, історик, у молодості — працівник ВЧК. Член РСДРП від 1915, співробітник уряду більшовицької Латвії (1919), секретар (1941), перший секретар (1959-1966) ЦК КП Латвії, член Політбюро ЦК КПРС від 8 квітня 1966 до 29 травня 1983 року, голова Комітету партійного контролю при ЦК КПРС (1966-1983). Член ЦК КПРС у 1961—1983 роках. Депутат Верховної рди СРСР 2—10-го скликань. Член-кореспондент АН Латвійської РСР (1946). Двічі Герой Соціалістичної Праці (1969, 1979).

## Біографія
Народився на хуторі Мазіє Єцавської Курляндської губернії в селянській родині Йохана Пельше та його дружини Лізи. Хрещений був у сільській церкві 14 березня 1899 року.
1915 — вступив до лав Соціал-демократичної партії Латиського краю (СДЛК), після німецької окупації Латвії — член РСДРП.
У роки Першої світової війни — робітник у Вітебську, Харкові, Петрограді, Архангельську; за завданням місцевих комітетів РСДРП вів революційну агітацію та пропаганду. Учасник Лютневої революції 1917 року, член Петроградської ради депутатів. Делегат VI з'їзду РСДРП(б) від Архангельської партійної організації. Брав активну участь у підготовці та проведенні Жовтневого перевороту.
1918 — співробітник ВЧК в Москві.
1919 — відповідальний працівник Наркомату державних споруд Радянської Латвії; брав участь у боях під Ригою проти збройних формувань Тимчасового уряду Латвійської Республіки.
1919-1929 — на партійно-політичної та викладацькій роботі в Червоній армії та Військово-Морському флоті РРФСР/СРСР.
1931 — закінчив Інститут червоної професури (Москва), 1931-1933 — аспірант там само; водночас викладав історії партії в Центральній школі НКВС (1929–1932).
1933-1937 — начальник політвідділів Магаджанівского, потім Чорноіртиского радгоспів в Казахській АРСР/РСР, заступник начальника сектора політуправління наркомату радгоспів СРСР.
1937-1940 — на викладацькій роботі в Москві.
1 березня 1941 — 25 листопада 1959 року — секретар ЦК КП Латвії з пропаганди й агітації.
25 листопада 1959 — 15 квітня 1966 року — перший секретар ЦК КП Латвії. Проводив політику форсованої індустріалізації республіки. Був вкрай непопулярний серед латишів.
8 квітня 1966 — 29 травня 1983 року — голова Комітету партійного контролю при ЦК КПРС.
Делегат XX, XXII—XXVI з'їздів КПРС; з 1961 — член ЦК КПРС, з 1966 — член Політбюро ЦК КПРС.
Автор робіт з питань історії КПРС і «партійного будівництва», історії революційного (комуністичного) руху в Латвії, боротьби з буржуазним націоналізмом, комуністичного будівництва в ЛатРСР.
Урна з прахом А.Пельше похована в кремлівській стіні на Красній площі в Москві.
Діти від першого шлюбу: дочка Берута (померла) і син Арвік (загинув на фронті Другої світової війни). Син від другого шлюбу, Тай (* 1930) — пенсіонер, контактів з батьком після його третього одруження (третя дружина Пельше, Лідія — колишня дружина Олександра Поскребишева, особистого секретаря Сталіна) не підтримував.

## Пам'ять
Одним із перших проявів перебудови в Латвії стало зняття натовпом з будівлі Ризького політехнічного інституту, який з 1983 мав ім'я Пельше, присвяченої йому меморіальної таблиці, яку потім скинули з Кам'яного мосту в Даугаву.
Ім'я Пельше має вулиця у Волгограді, а раніше також були вулиці в Москві (нині включена до складу Мічурінського проспекту) та Ленінграді (1990 року повернуто назву Бузковий бульвар).

## Нагороди та звання
- двічі Герой Соціалістичної Праці (06.02.1969, 06.02.1979);
- сім орденів Леніна (31.05.1946, 20.07.1950, 15.02.1958, 01.10.1965, 06.02.1969, 02.12.1971, 06.02.1979);
- орден Жовтневої Революції (06.02.1974);
- медалі.